# 東京六大学軟式野球連盟
東京六大学軟式野球連盟（とうきょうろくだいがくなんしきやきゅうれんめい、英語表記:TOKYO BIG6 RUBBER BASEBALL LEAGUE）とは、東京を所在地とした6校の大学の軟式野球部で構成された大学野球リーグである全日本大学軟式野球連盟の傘下となっている。
軟式野球は日本で考案されたものであり大学野球においてもマイナーな存在である。しかし1925年には既に慶應義塾軟式野球クラブチームが発足しており、リーグ戦としては歴史が浅いものの戦前から競技自体は行われている。

## 概要
春季・秋季のリーグ戦および春季・秋季新人戦（阿久澤杯）を主たる活動としている。試合は戸田市営球場、小野路球場、町田市民球場、笹目球場などで行い春季リーグ戦の優勝校は硬式野球同様、全日本大学軟式野球選手権大会への出場権が与えられる。又秋季リーグ戦の優勝・準優勝校には東日本大学軟式野球選手権大会の出場権が与えられる。

## 加盟大学
- 早稲田大学軟式野球部（1961年創部）
- 慶應義塾体育会軟式野球部（1925年創部）
- 法政大学軟式野球部（1962年創部）
- 東京大学運動会軟式野球部（1970年創部）
- 立教大学体育会軟式野球部（1962年創部）
- 明治大学体育同好会連合軟式野球部（1961年創部）

## 沿革
- 1917年 - 日本にて世界で初めて軟式ボールが考案実用化される。
- 1961年 - 早慶明の軟式野球チームの対抗戦開始し、後に法政大学と立教大学が加盟して東京六大学学生軟式野球連盟の前身である東京五大学A号軟式野球連盟を設立する。
- 1970年 - 創立10周年を迎えたこの年東京大学が加盟の意向を示して東京六大学L号軟式野球連盟と名称変更
- 1978年 - 全日本大学L号軟式野球連盟（現・全日本大学軟式野球連盟）を設立し、全日本大学軟式野球選手権大会開始。
- 1980年 - 東日本大学軟式野球選手権大会開始。
- 1987年 - 東京六大学学生軟式野球連盟と名称変更。早稲田大学が東京六大学代表として全日本大学軟式野球選手権大会で初優勝する。
- 1988年 - 明治大学が東京六大学代表として東日本大学軟式野球選手権大会で初優勝する。
- 1991年 - 慶應義塾大学が全日本選手権・東日本選手権ともに優勝する。
- 1997年 - 早稲田大学が東日本選手権で初優勝する。
- 2001年 - 東京六大学軟式野球連盟と名称変更
- 2002年 - 明治大学が全日本選手権で初優勝。
- 2003年 - 明治大学が全日本選手権で2連覇する。
- 2014年 - 明治大学が東日本選手権で優勝する。（2回目）
- 2020年 - 新型コロナウイルス感染拡大をうけて本年度の春季リーグ戦を中止。秋季リーグ戦は予定通り行うが明治大学と早稲田大学が活動を再開できていないため、他の4大学でリーグ戦を再開させる。全大学が10試合を消化するまではリーグ戦を継続する。
- 2021年 - 春季リーグ戦は新型コロナウイルス陽性者確認により試合中止が相次ぎ試合数の関係上優勝校預かりとなる。法政大学が全日本大学軟式野球選手権大会で初優勝する。
- 2022年 - 春季リーグ戦は法政大学の完全優勝、リーグ戦2季連覇をする。

## 対戦方法
当連盟主催のリーグ戦は春と秋の年2回、勝ち点制方式の総当たり10試合で行われる。この点は硬式野球・準硬式野球リーグとは変わらないが軟式野球リーグでは同一カードでは引き分けにならない限り2試合しか対戦しない。引き分けになった場合は再試合を行う。（以前は再試合もなく10試合の勝敗のみで順位を決定していた。）又対戦カードも同じ大学と2試合続けて組まれていない。1試合勝つと勝ち点3を得られ、引き分けでは勝ち点1が両チームに入る。

## 記録
連盟ホームページを参照のこと。ホームページで表示されている1973年春季から2003年春季（途中不明年を含む）、2009年秋季以降の優勝回数は以下の通りである。硬式野球、準硬式野球リーグでは優勝回数が無い東京大学がこのリーグでは健闘している。
| 大学名       | 優勝回数 | 最近の優勝 |
| ------------ | -------- | ---------- |
| 明治大学     | 27回     | 2019年春季 |
| 早稲田大学   | 21回     | 2016年秋季 |
| 法政大学     | 16回     | 2022年春季 |
| 慶應義塾大学 | 11回     | 2020年秋季 |
| 東京大学     | 04回     | 2017年秋季 |
| 立教大学     | 03回     | 2011年秋季 |